# Чарнисток (Підляське воєводство)
Чарнисток (пол. Czarnystok) — село в Польщі, у гміні Ясьонувка Монецького повіту Підляського воєводства.
Населення — 157 осіб (2011).
У 1975-1998 роках село належало до Білостоцького воєводства.

## Демографія
Демографічна структура станом на 31 березня 2011 року:
|          | Загалом | Допрацездатний вік | Працездатний вік | Постпрацездатний вік |
| -------- | ------- | ------------------ | ---------------- | -------------------- |
| Чоловіки | 81      | 19                 | 48               | 14                   |
| Жінки    | 76      | 16                 | 43               | 17                   |
| Разом    | 157     | 35                 | 91               | 31                   |